# Ryszard Siwek
Ryszard Zbigniew Siwek (ur. 16 września 1950, zm. 13 lipca 2022) – polski filolog, dr hab.

## Życiorys
W 1974 ukończył studia filologiczne na Uniwersytecie im. Adama Mickiewicza, 19 lipca 1989 obronił pracę doktorską Filozofia sztuki w dziele literackim Guy Vaesa, 14 grudnia 2001 habilitował się na podstawie pracy zatytułowanej Od De Costera do Vaesa. Został zatrudniony na stanowisku profesora nadzwyczajnego i dyrektora w Instytucie Neofilologii na Wydziale Filologicznym Uniwersytetu Pedagogicznego im. Komisji Edukacji Narodowej w Krakowie.
Był członkiem Komisji Neofilologicznej PAU.